# ラビ振動
ラビ振動（ラビしんどう）とは、原子が電磁波に共鳴する2つのエネルギー状態の間を繰り返し遷移することである。特定の周波数の電磁波を受けた場合にのみ発生し、この周波数をラビ周波数という。ラビ周波数は測定する場所や時間に依存しないため、このことを利用して電磁波の強度を測定することが可能。量子計算にも用いられる。